# Milan Reiman
Milan Reiman (28. května 1906 Kolín – 6. prosince 1949 Praha-věznice Ruzyně) byl český a československý politik Komunistické strany Československa a poválečný poslanec Ústavodárného Národního shromáždění. V roce 1949 byl v rámci politických procesů zatčen, vyšetřován a spáchal sebevraždu.

## Biografie
V parlamentních volbách v roce 1946 byl zvolen poslancem Ústavodárného Národního shromáždění za KSČ. V parlamentu setrval do srpna 1947, kdy se vzdal mandátu a místo něj nastoupil Jindřich Šnobl.
Po válce působil v Ústřední radě odborů a jako ekonomický odborník Ústřední plánovací komise. V roce 1949 se stal vedoucím úřadu předsednictva vlády. Jeho politická kariéra ale brzy poté náhle skončila. 24. listopadu 1949 byl zatčen. Již před zatčením ho sledovala Státní bezpečnost s podezřením pro nepřátelskou hospodářskou činnost. Historik Karel Kaplan jeho zatčení přičítá mimo jiné souboji dvou skupin ekonomů v KSČ v té době. Opakovaně byl vyslýchán ve věznici na Ruzyni. Vyšetřovatelé řešili i jeho účast v odboji za druhé světové války a možnou spolupráci se Sicherheitsdienstem. 6. prosince 1949 spáchal Reiman ve své cele sebevraždu. Následné vyšetřování neprokázalo cizí zavinění, nicméně podle pozdějších názorů některých bezpečnostních pracovníků mohl sebevraždu vyvolat psychický tlak aplikovaný na Reimana sovětskými vyšetřovateli. Ještě na zasedání vedení strany ve dnech 24.–25. února 1950 byl ex post vyloučen z KSČ (spolu s dalším významným funkcionářem Vilémem Novým). V roce 1964 bylo vdově po Reimanovi, Marii Reimanové, vyplaceno státem 15 000 Kčs a případ byl tím uzavřen.